# Lantos Csaba (bankár)
Lantos Lajos Csaba (Hódmezővásárhely, 1962. január 28. –) közgazdász-szociológus, bankár, befektető, az ötödik Orbán-kormányban energiaügyi miniszter.

## Tanulmányai
Hódmezővásárhelyen, Tiszalökön és Nyíregyházán nőtt fel. 1980-ban érettségizett a nyíregyházi Krúdy Gyula Gimnáziumban. 1981-1986 között a Marx Károly Közgazdaságtudományi Egyetem közgazdász-szociológia szakos hallgatója, a Rajk Szakkollégium tagja. Itt kollégiumi társa volt többek között Hernádi Zsolt.

## Szakmai karrierje
Ezt követően a Budapest Bank Rt-hez ment dolgozni kötvénykereskedelmi munkakörbe.
1989-2000 között a Creditanstalt csoportnál az értékpapír-kereskedelmet irányította és a befektetési alapkezelőt is vezette. 1997-től az egész csoportot irányító befektetési bank, a CAIB Értékpapír Rt. vezérigazgatója volt.
2000-2007 között az OTP Bank vezérigazgató-helyetteseként dolgozott. Eközben 1990-2002 között tagja volt a Budapesti Értéktőzsde tőzsdetanácsának. Kulcsszerepe volt a KELER Rt. 1993-as alapításában, amelynek azóta is aktív elnöke.
2008-2009-ben a Heti Válasz tulajdonosa.
2009-től a MET Holding energetikai cég elnöke, 2010-től a Richter Gedeon Nyrt. igazgatósági tagja.
2010 óta a Lantos Vagyonkezelő irányítója. 2010-2018 között a Róbert Károly Magánkórház tulajdonosa. Érdekelt egy hematológiai laborkészülék-gyártóban, valamint egy humán gén szekvenáló vállalatban, amelyik a világpiacon értékesíti transzplantáció előtt a donor genomtérképét.
2013 óta a Gutmann Magyarország Befektetési ZRt. felügyelőbizottságának tagja.
A 2025-ös Befolyás-barométer szerint ő volt Magyarország 12. legbefolyásosabb személye.
2021 óta a Szegedi Tudományegyetemért Alapítvány kuratóriumi tagja. 2021 óta a 4iG Nyrt. igazgatósága által létrehozott új stratégiai tanácsadói grémiumban is részt vesz.
A 100 leggazdagabb magyar 2022-ben megjelent listája szerint, 13,3 milliárd forintos vagyonával, Magyarország 96. leggazdagabb embere.

## Minisztersége
2022. december 1-jétől az ötödik Orbán-kormány energiaügyi minisztere.

## Közéleti tevékenysége
Az 1997-ben létrehozott Bolyai-díj egyik alapítója.
A Széll Kálmán Alapítvány kuratóriumának tagja, korábban elnöke.

## Családja
Nős, hét gyermek édesapja.
Szülei: Lantos Lajos és Varga Katalin.
Testvére Lantos Gabriella újságíró, egészségügyi menedzser (2011-2018 között a Róbert Károly Magánkórház operatív igazgatója), politikus (2020-2022 között az Új Világ Néppárt elnökségi tagja).